# Israeli American Council
O Conselho Americano-Israelita (em inglês:  Israeli-American Council; em hebraico:  ארגון הקהילה הישראלית-אמריקאית) é uma organização norte-americana que tem como missão "construir e manter unida a comunidade israelita-americana durante as próximas gerações e fomentar seu apoio para o Estado de Israel."

## Informação geral
O Conselho Americano-Israelita (IAC), conhecido inicialmente como Conselho de Liderança Israelita (ILC), foi fundado na cidade de Los Angeles em 2007 para organizar a comunidade israelita-americana. Um grupo de líderes comunitários israelitas-americanos reuniram-se para formar o primeiro conselho de diretores da organização, que então se chamava Israeli Leadership Council (ILC). O grupo Predefinição:Fundacional formulou três pilares finque para o futuro da organização: fortalecer as futuras gerações de cidadãos israelitas-americanos, bem como contar com o apoio da comunidade judia-americana para o Estado de Israel. O rápido crescimento da organização fez que a IAC cedo se estabelecesse como a maior organização israelita-americana dos Estados Unidos. Ao chegar em 2013, a organização mudou seu antigo nome, e adoptou seu nome atual: Conselho Americano-Israelita (IAC). Em 2014, o IAC celebrou sua primeira conferência nacional em Washington D.C. Em 2015, o IAC aumentou sua presença e estabeleceu 7 escritórios em vários lugares do território nacional dos Estados Unidos. Seu quartel geral está na cidade de Los Angeles, tem escritórios regionais em New York, Washington, Miami, Boston, e New Jersey.

## Objetivos
O IAC define seus objetivos como os seguintes:
- "Ligar com a próxima geração da comunidade, com sua identidade judia, o idioma hebreu, e com o Estado de Israel."
- "Servir como recurso financeiro e profissional para as iniciativas que apoiam o desenvolvimento de uma comunidade israelita-americana ativa e unificada, com umas fortes conexões com o Estado de Israel, agora e no futuro."
- "Fortalecer as relações entre a comunidade israelita-americana e a comunidade judia americana."
- "Construir pontes entre os israelitas-americanos e a comunidade judia americana dos Estados Unidos."
- "Apoiar a uma cultura de generosidade, altruísmo, ativismo, bem assim criar uma conexão com Israel a nível pessoal, e ainda contar com o apoio e a participação do conjunto da comunidade."

## História

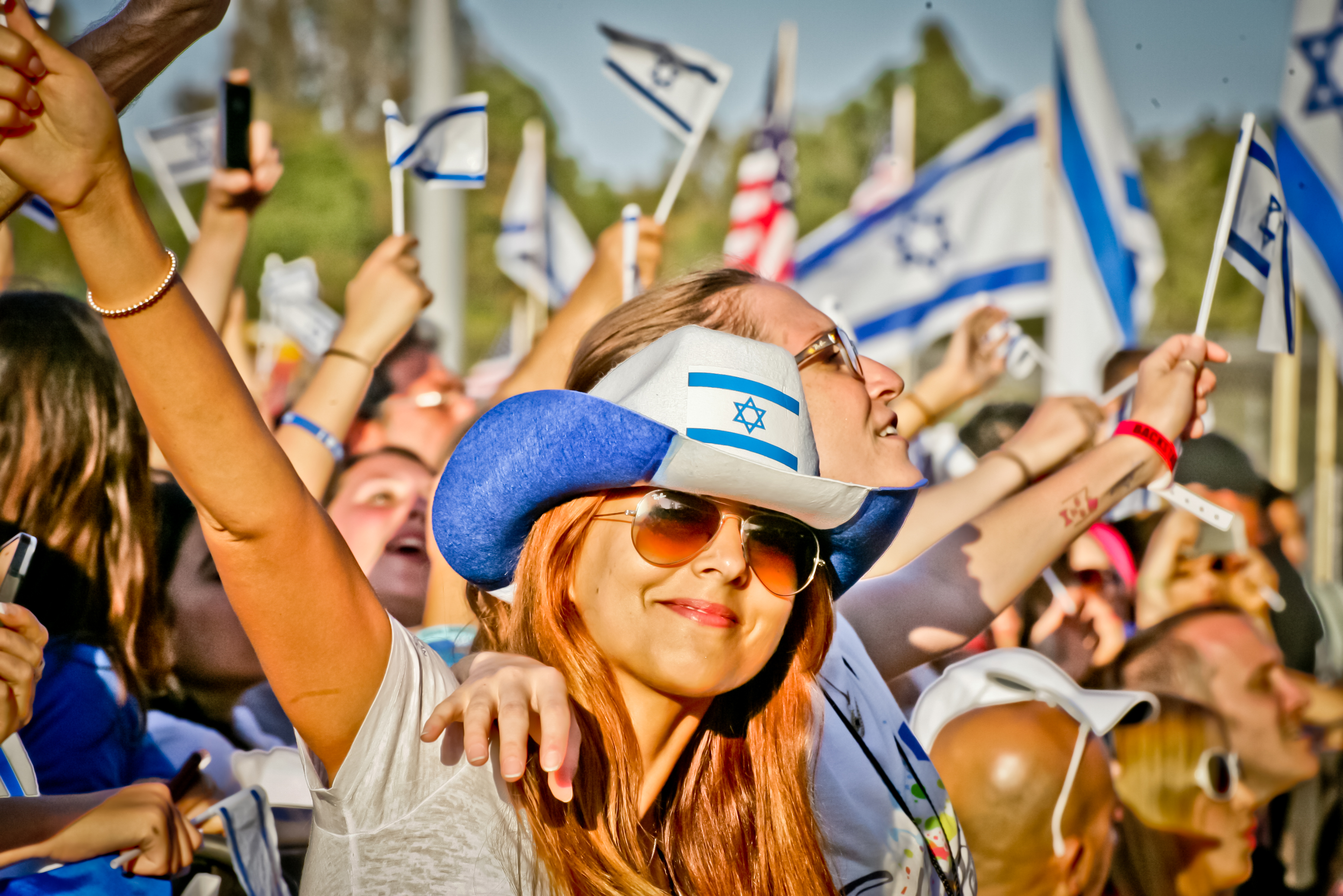
Celebrate Israel Festival em Los Angeles, 2013

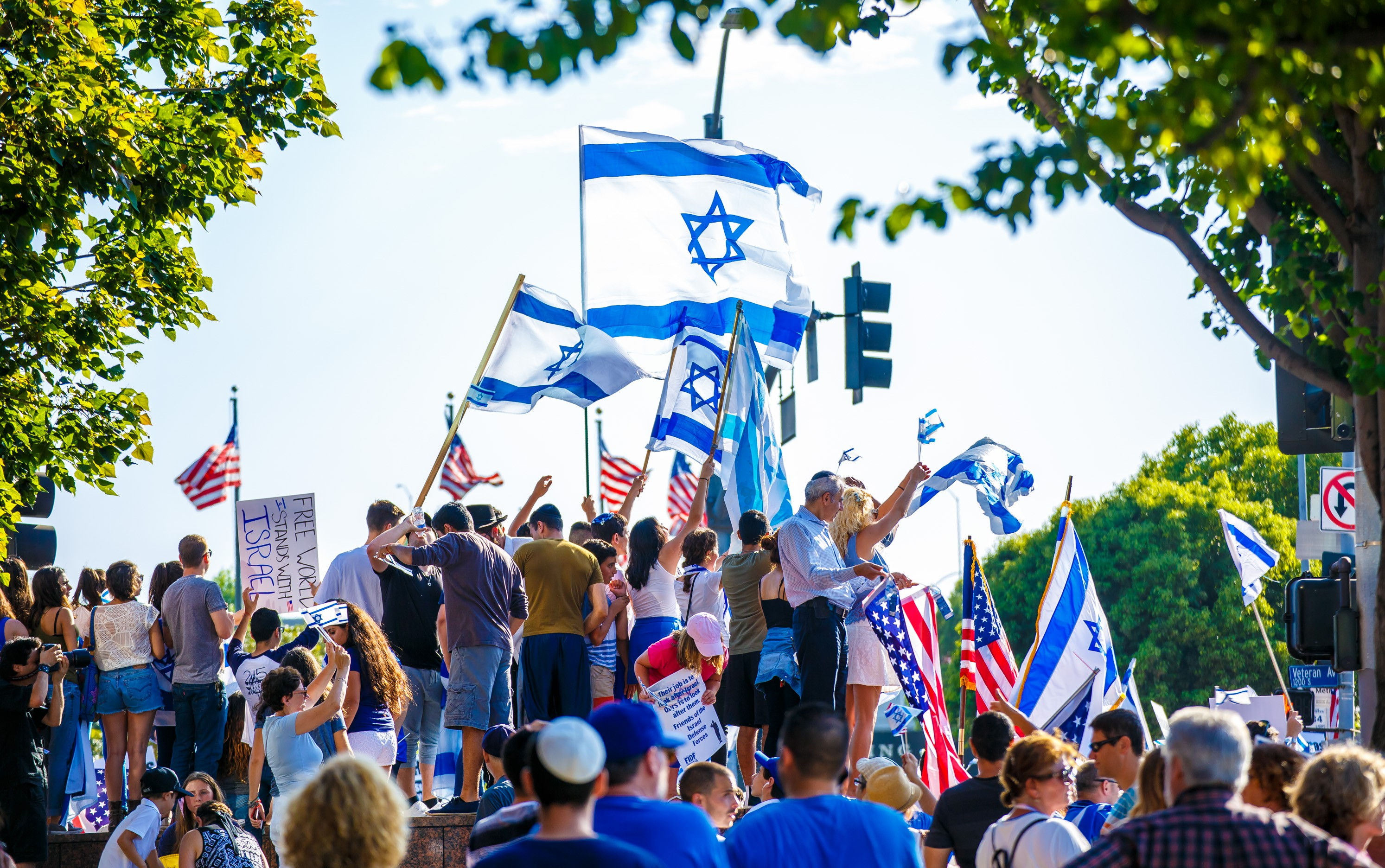
Manifestação pró-israelita em Los Angeles, 2014

No verão do ano 2006, durante a Segunda Guerra do Líbano, o consulado israelita em Los Angeles organizou uma manifestação pró-israelita. Enquanto a comunidade e seus dirigentes, bem como centenas de membros comunitários assistiram ao ato, só um punhado de israelitas-americanos participaram. Os organizadores estavam decepcionados ao ver a baixa participação dos mais de 200,000 israelitas-americanos que residiam naquela área, tendo em conta que os israelitas-americanos estavam a seguir de perto os acontecimentos que então tinham lugar em Israel, e que alguns deles inclusive estavam a liderar iniciativas de apoio. Como comunidade, não estavam organizados ou filiados com nenhuma instituição que fosse capaz dos unir e os liderar.
Reconhecendo o potencial não aproveitado desta comunidade, o cônsul israelita que estava em Los Angeles naquele momento, Ehud Danoch, se reuniu com dois veteranos locais da comunidade israelita-americana, Danny Alpert e Eli Marmour. Danny preparou uma reunião preliminar em sua casa com os membros ativos da comunidade Adam Milstein, Eli Tene, Steve Erdman, Naty Saidoff, Eli Marmour e Shoham Nicolet. Eles fundaram o Conselho de Liderança Israelita, em inglês: Israeli Leadership Council (ILC), com o objetivo de construir uma comunidade israelita-americana para fortalecer às próximas gerações da comunidade judia americana, e apoiar ao Estado de Israel.
Em julho do ano 2007, aproximadamente 80 líderes comunitários, bem como homens e mulheres de negócios americanos-israelitas reuniram-se no Hotel Hilton de Beverly Hills para assistir a um almoço organizado pelo ILC, neste acto participou o prefeito de Los Angeles e o consul geral de Israel. Liderando o ILC estavam os membros fundadores do conselho: Adam Milstein, Steve Erdman, Eli Marmour, Naty Saidoff, Shawn Evenhaim, Yossi Rabinovitz e Nissan Pardo. Eles nominaron a Danny Alpert e a Eli Tene como copresidentes do conselho. Shoham Nicolet serviu como membro fundador e como Diretor Executivo.
No ano 2008 o ILC tinha conseguido atrair a muitos líderes comunitários e a homens de negócios da comunidade, entre eles estavam Beny Alagem, Leio David e Haim Saban, que foram pessoas que tiveram um papel finque, apoiando ao ILC. Life for Sderot em castelhano: vida para Sderot, foi a primeira iniciativa importante do ILC, este projeto beneficiou à população do sul de Israel, que se encontrava baixo um fogo constante devido aos ataques com foguetes. Num esforço conjunto com o consulado israelita, o ILC reuniu a 1,800 assistentes, entre eles celebridades de Hollywood líderes comunitários e personagens públicas. Os candidatos à presidência dos Estados Unidos do ano 2008, Barack Hussein Obama, Hillary Rodham Clinton, e John McCain, enviaram seu apoio através de mensagens de vídeo. As poupanças que se conseguiram reunir neste evento, ajudaram a levar as tecnologias educativas às escolas do povo de Sderot. Esta foi a primeira vez que os israelitas-americanos residentes nos Estados Unidos, lideraram um ato benéfico para conseguir reunir fundos, através de um evento comunitário dirigido para o conjunto da comunidade judia de Los Angeles.
No ano 2008 o ILC, lançou o projeto chamado Tzav 8, usando as novas tecnologias para mobilizar a milhares de membros comunitários para apoiar publicamente a Israel. Este esforço deu como resultado uma manifestação a mais de 6,000 pessoas ante o Edifício Federal Wilshire. Desde então, a organização tem usado o código de alerta Tzav 8 quando têm tido lugar graves crise em Israel.
No ano 2009, o ILC teve seu primeiro jantar de gala anual. Centenas de israelitas-americanos reuniram-se pela primeira vez para assistir num ato benéfico de recolhida de fundos, com o propósito de contribuir pelo bem de sua própria comunidade. No segundo jantar anual de gala, e desde então a cada ano, o Presidente israelita, o Premiê, e outros cargos do governo israelita têm enviado mensagens de apoio à organização e à comunidade. Nos seguintes dois anos, o ILC começou dar seu apoio a um verdadeiro número de organizações, uma destas organizações chama-se Tzofim, Os Tzofim são os boy escouts israelitas, que contam com a ajuda e o apoio da comunidade.
Hoje a associação oferece seu apoio a mais de 50 organizações sem ânimo de lucro dos Estados Unidos. O ILC também desenvolveu novos programas. No ano 2010 o ILC fundou BINA, uma associação judia americana de jovens profissionais, e no ano 2011, o ILC introduziu seu primeiro programa a nível nacional, chamado Sifriyat Pijama Bê America, um programa para aprender a ler em hebreu, para meninos dentre 2 e 8 anos, que entrega gratuitamente a cada mês, livros em hebreu para os meninos de milhares de families israelitas-americanas residentes nos Estados Unidos.
O setembro do ano 2011, o ILC recrutou a seu primeiro diretor a tempo completo, Sagi Balasha, que ajudou a dirigir a organização num período de rápido crescimento e expansão. No mês de novembro de 2011, a iniciativa voluntária chamada ILC Care foi lançada com um concerto que contou com a assistência de 6,000 pessoas nos Estudos Universal de Hollywood.
Em abril do ano 2012, o ILC iniciou o Celebrate Israel Festival, um festival que celebra o Yom Tem'atzmaut, no Dia da independência do Estado de Israel, este ato contou com a assistência de umas 15,000 pessoas em Los Angeles. No mês de maio do ano 2012, Shawn Evenhaim foi nomeado novo presidente do conselho, liderando o rápido crescimento da organização nos próximos anos, junto com o diretor executivo Sagi Balasha e o conselho diretivo do ILC. Entre o verão do ano 2011 e o verão do ano 2012, mais de 30,000 pessoas participaram nos programas do ILC e em seus eventos.
Em meados do ano 2013, a organização quase chegou a dobrar suas atividades, com mais de 50,000 participantes. Como resultado, programas adicionais foram desenvolvidos, e os programas já existentes se voltaram mais fortes para servir às necessidades cambiantes da comunidade.
Em outubro do ano 2014, Adam Milstein converteu-se no novo presidente nacional do Conselho Americano-Israelita (IAC), e Shoham Nicolet voltou para exercer o cargo de diretor executivo.

## Crescimento nacional

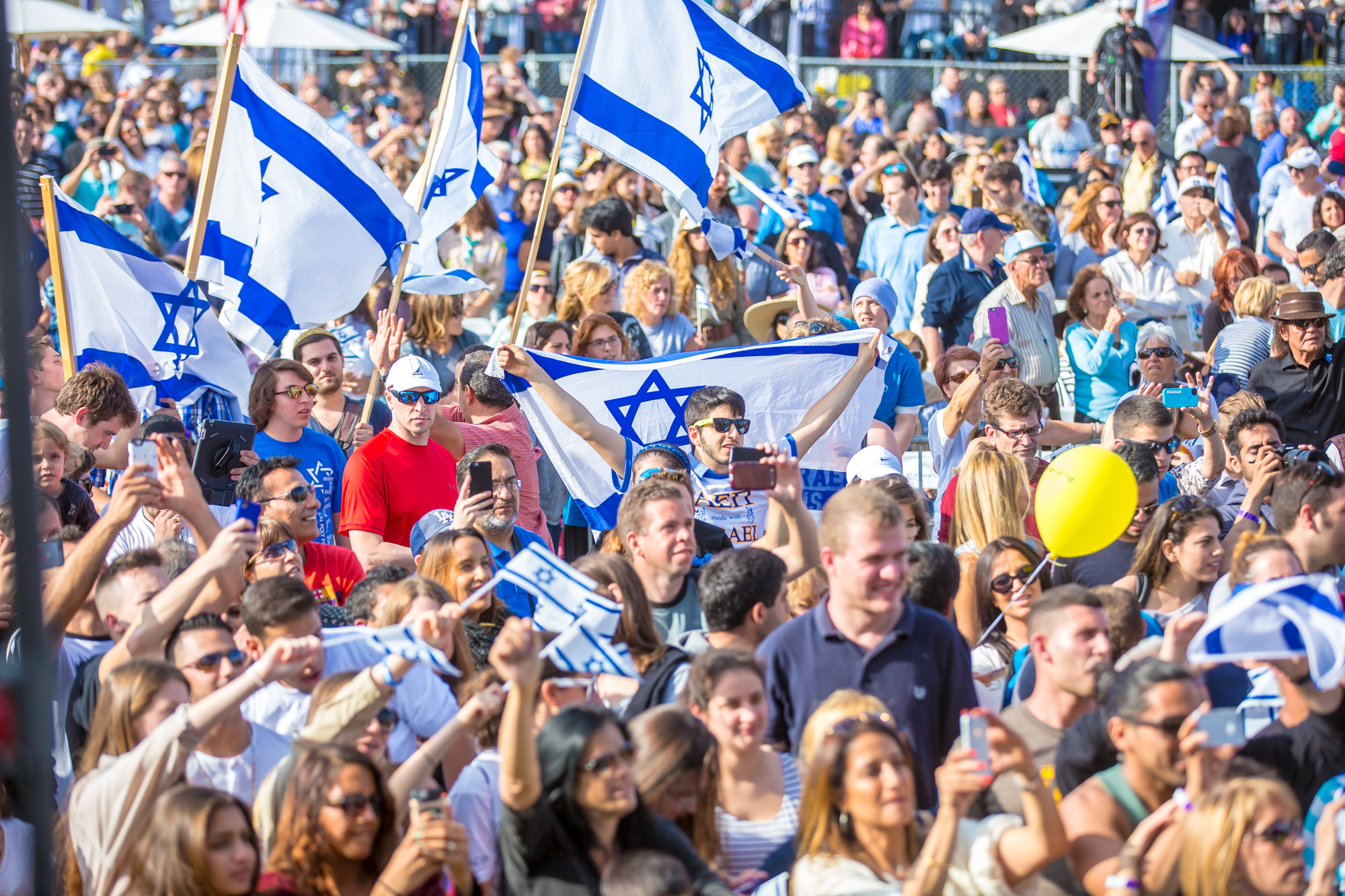
Celebrate Israel Festival, Miami, 2015

No ano 2013, a organização passou a chamar-se Conselho Americano-Israelita (IAC). O novo nome foi anunciado durante o jantar de gala anual, que teve lugar no mês de março do ano 2013. Durante a gala, filantropos e vários ativistas pró-israelitas, como o casal formado por Sheldon Adelson e Miriam Adelson, se comprometeram em prover os recursos necessários para fazer possível que o IAC se converta numa associação nacional. Em setembro de 2013, o plano de expansão nacional do IAC foi lançado, oferecendo um modelo para chegar a mais de 600.000 israelitas-estadounidenses residentes nos Estados Unidos.
No ano 2015, o IAC tinha estabelecido 7 escritórios regionais: na cidade de Los Angeles encontra-se a sede nacional, há escritórios regionais do IAC em: Nova York, Washington DC, As Vegas, Miami, Boston, e Nova Camisola. O conselho nacional do IAC cresceu, acrescentando a representantes de diversas regiões, entre eles; Avi Almozlino (Boston), Rachel Davidson (Nova York), Yohanan Lowie (As Vegas), Rani Ben David (Flórida) e Gilly Arie (Washington DC). Com um pessoal de 70 membros profissionais, e um orçamento anual de 17 milhões e médio de dólares americanos, a organização tem estado servindo a 200,000 participantes com uma ampla faixa de programas e eventos.
Em novembro do ano 2014, o IAC teve sua primeira conferência nacional em Washington DC, o ato reuniu a mais de 750 líderes comunitários de 23 estados. O programa da conferência apresentava a vários líderes políticos dos Estados Unidos e do Estado de Israel, a filantropistas, e a várias vozes proeminentes do mundo dos negócios, bem como membros da comunidade israelita-estadounidense.
O IAC tem planos para abrir mais escritórios regionais, para satisfazer as necessidades crescentes da comunidade. Os membros da comunidade israelita-estadounidense são entre meio milhão, e umas 800.000 pessoas, que residem atualmente no território dos Estados Unidos.

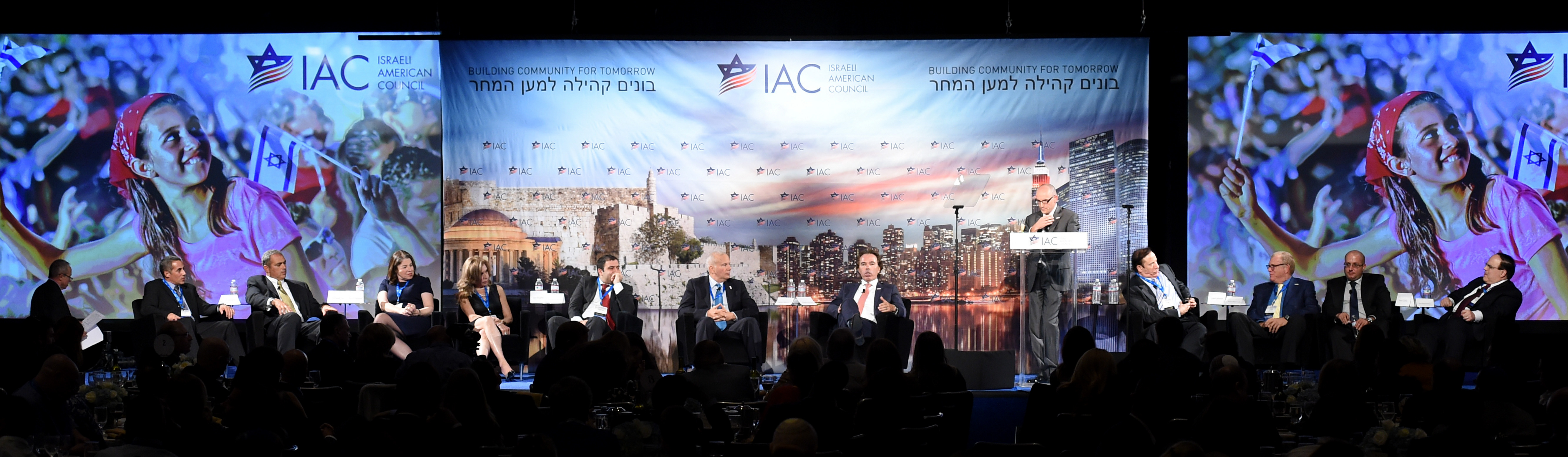
Primeira Conferência Nacional do IAC (novembro de 2014)